# 西双版纳黄瓜
西双版纳黄瓜（学名：Cucumis sativus var. xishuangbannaensis），又称版纳黄瓜，是黄瓜的一个变种，分布于中国西双版纳傣族自治州及周边地区，为地方品种。

## 形态
瓜型为短柱形或方圆形，老熟瓜皮可呈乳白、灰白或棕黄色。嫩果肉为绿白色,熟透后为橙色。果重2-3千克, 最大可到5千克左右。

## 品种
当地将套种在山上果型巨大的称为“大黄瓜”或“山黄瓜”；种在房前屋后或田间果实略小的称为“黄瓜”或“小黄瓜”。

## 用途
西双版纳黄瓜是当地少数民族的食物之一,食用部位主要是果肉,作为水果食用，或凉拌、炒熟、煲汤以及腌制酸黄瓜。
在当地哈尼族传统医学中，认为西双版纳黄瓜的根有清热解毒的功效，可治疗感冒。布朗族和傣族在祭祀祖先时，会将西双版纳黄瓜作为贡品。佤族认为西双版纳黄瓜有辟邪的作用。基诺族、傣族、佤族都会将其种子作为嫁妆。